# Dumitru Prijmireanu
Dumitru Prijmireanu (n. 16 iulie 1951, Constantinești, Cantemir) este un politician moldovean, fost deputat în Parlamentul Republicii Moldova între anii 1994-2009, din partea Partidului Comuniștilor din Republica Moldova (PCRM).
În perioada 24 septembrie 2001 - 26 ianuarie 2004, a fost membru supleant în delegația Republicii Moldova la Adunarea Parlamentară a Consiliului Europei. Vorbește limba engleză.
A absolvit școala superioară de partid de la Odesa, a lucrat în structurile sindicale și de partid din Cahul, din 1992 – director al filialei raionale a companiei de asigurări „Asito”. În 1994 a fost ales în Parlament pe listele blocului „Unitatea Socialistă”. În 1998, 2001 și 2005 a fost ales în Parlament din partea PCRM. Membru al CC al PCRM.